# Zborów (województwo łódzkie)
Zborów – wieś w Polsce położona w województwie łódzkim, w powiecie łaskim, w gminie Widawa.
W latach 1975–1998 miejscowość należała administracyjnie do województwa sieradzkiego.

## Architektura
- Według rejestru zabytków Narodowego Instytutu Dziedzictwa[4] na listę wpisany jest obiekt:
  - młyn wodno-elektryczny, 1917, nr rej.: 327/6/86 z 1.10.1986